# 托馬爾斯 (加利福尼亞州)
托馬爾斯（英語：Tomales）是位於美國加利福尼亞州馬林縣的一個人口普查指定地區。

## 地理
托馬爾斯的座標為37°14′47″N 122°54′20″W / 37.24639°N 122.90556°W，而該地最高點為海拔高度27米（即89英尺）。

## 人口
根據2010年美國人口普查的數據，托馬爾斯的面積為0.859平方千米，當中陸地面積為0.859平方千米，而水域面積為0.000平方千米。當地共有人口204人，而人口密度為每平方千米237人。